# Трутовский, Василий Фёдорович
Василий Фёдорович Трутовский (ок. 1740, Ивановская Слобода, Белгородская губерния — ок. 1810, Санкт-Петербург) — российский гусляр, клавесинист, собиратель народной музыки и композитор.
Трутовский родился в семье полкового священника, жившего тогда в Ивановской Слободе, близ Белгорода. К 1762 он состоял певцом и гусляром при дворе в Санкт-Петербурге. Службу он нёс около 30 лет, и, в 1792 году, Трутовский оставил двор и продолжил занятия музыкой при поддержке меценатов. Из сочинений самого Трутовского сохранились вариации на песни «Во лесочке комарочков» и «Ты, детинушка, сиротинушка» для клавесина (опубликованы в 1780), и песня «Кружка» (на стихи Державина) с фортепианным сопровождением. «Кружка» пользовалась популярностью ещё при жизни композитора, а клавесинные вариации обладают особой ценностью как редкие попытки перенести на клавишный инструмент технику игры на гуслях.
Историческую ценность представляет «Собрание русских простых песен с нотами», опубликованное Трутовским в 1776—95 годах в четырёх томах. Это большой труд смешанного содержания: Трутовский включил в «Собрание» и русские народные песни, и некоторые образцы композиторского творчества русских композиторов, и несколько украинских песен. Основная часть песен представлена текстом и двухголосным изложением музыки (оригинал мелодии плюс бас); однако в двух томах (четвёртом, 1795 года, и переиздании первого тома, появившееся в том же году) Трутовский добавляет промежуточные голоса для большей определённости гармонии. Собрание Трутовского стало вехой в отечественной музыкальной культуре: это было первое опубликованное собрание русской народной музыки (до «Собрания» существовали только рукописные коллекции). Материалом, который собрал Трутовский, пользовались как издатели последующих подобных трудов, так и композиторы, интересовавшиеся фольклором — в том числе Мусоргский и Римский-Корсаков.